# Freccia

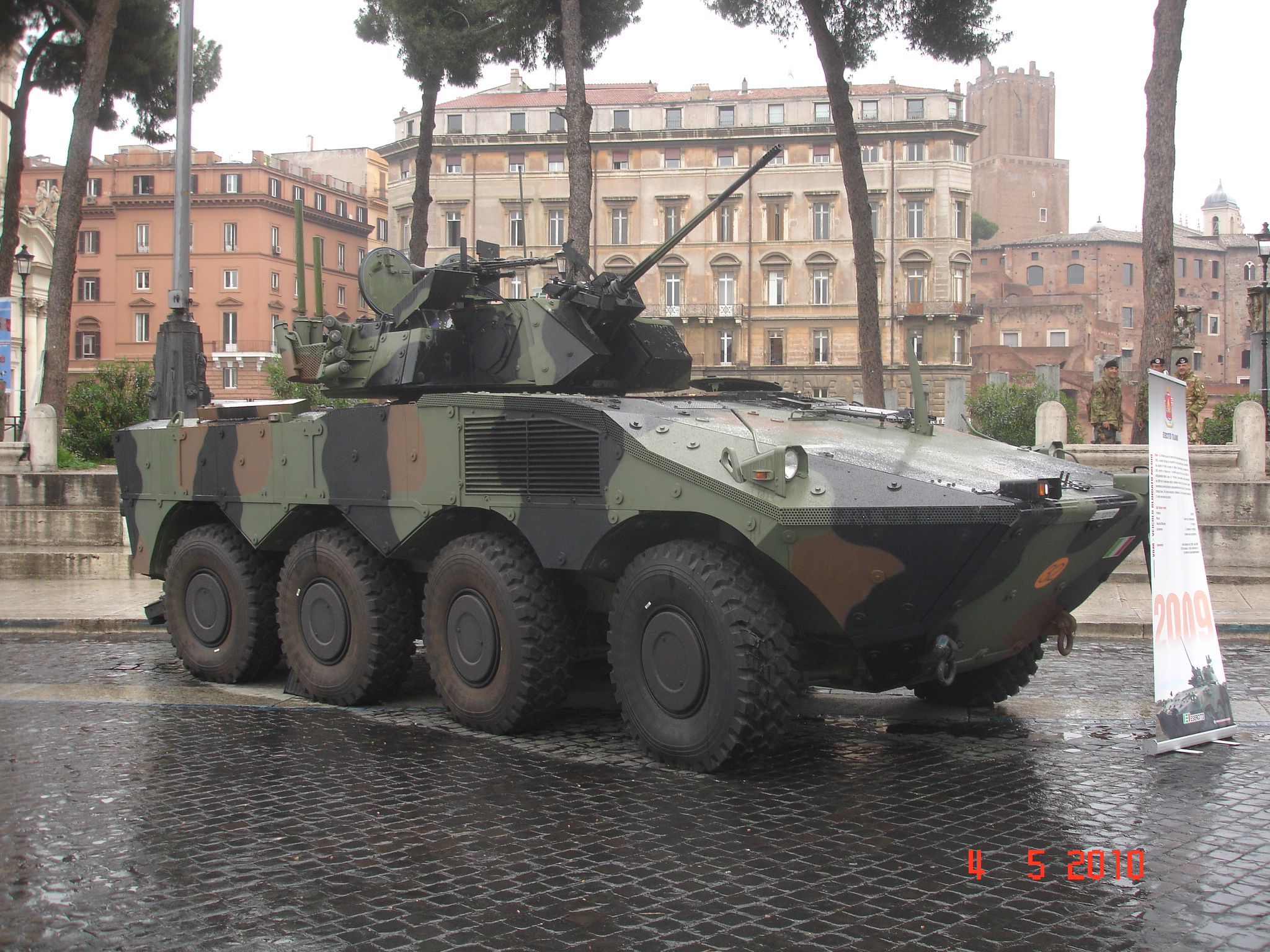
VBM Freccia

Freccia — сучасна італійська багатоцільова броньована машина. 
Створена концерном Iveco Fiat Oto Melara. Розроблена на основі важкого бронеавтомобіля «Centauro II». Перші прототипи з'явилися в 1996 році. 
У 2006 році італійська армія замовила 249 «Фречче» на загальну суму € 1,54 млрд в наступних модифікаціях: 
- 172 БМП з вежею Oto Melara Hitfist, збройної 25-мм автоматичною гарматою Oerlikon KBA
- 36 самохідних протитанкових комплексів, оснащених ізраїльськими ракетами «Spike»
- 20 командирських машин
- 21 самохідних мінометів

Поставка всіх модифікацій «Фречче» очікується до 2016 року.